# Vesuv-Bahn
| Vesuv-Bahn auf einer zeitgenössischen Postkarte |                     |                                               |                                            |
| |                     |                                               |                                            |
| Streckenlänge: | 7,650 km            |                                               |                                            |
| Spurweite: | 1000 mm (Meterspur) |                                               |                                            |
| Stromsystem: | 550 V =             |                                               |                                            |
| Zahnstangensystem: | Strub               |                                               |                                            |
| |                     |                                               |                                            |
| \| \| \| Übergang von und zur Ferrovia Circumvesuviana \| \| \| \| 0,00 \| Pugliano \| 70 m s.l.m. \| \| \| \| Straßenbahn Neapel–Portici/Torre del Greco \| \| \| \| 0,45 \| Olivi \| 90 m s.l.m. \| \| \| \| Autostrada A3 \| \| \| \| \| San Vito \| 195 m s.l.m. \| \| \| 3,80 \| Centrale elettrica Kraftwerk \| 250 m s.l.m. \| \| \| \| Beginn Zahnstangenabschnitt \| \| \| \| \| Ende Zahnstangenabschnitt \| \| \| \| 5,38 \| Eremo \| 596 m s.l.m. \| \| \| 7,65 \| Funicolare inferiore Talstation Standseilbahn \| 754 m s.l.m. \| |                     |                                               |                                            |
| |                     | Übergang von und zur Ferrovia Circumvesuviana |                                            |
| Kopfbahnhof Streckenanfang (Strecke außer Betrieb) | 0,00                | Pugliano                                      | 70 m s.l.m.                                |
| Kreuzung mit U-Bahn geradeaus oben (Strecken außer Betrieb) |                     | Straßenbahn Neapel–Portici/Torre del Greco    | Straßenbahn Neapel–Portici/Torre del Greco |
| Bahnhof (Strecke außer Betrieb) | 0,45                | Olivi                                         | 90 m s.l.m.                                |
| |                     | Autostrada A3                                 |                                            |
| Bahnhof (Strecke außer Betrieb) |                     | San Vito                                      | 195 m s.l.m.                               |
| Bahnhof (Strecke außer Betrieb) | 3,80                | Centrale elettrica Kraftwerk                  | 250 m s.l.m.                               |
| |                     | Beginn Zahnstangenabschnitt                   |                                            |
| |                     | Ende Zahnstangenabschnitt                     |                                            |
| Bahnhof (Strecke außer Betrieb) | 5,38                | Eremo                                         | 596 m s.l.m.                               |
| Kopfbahnhof Streckenende (Strecke außer Betrieb) | 7,65                | Funicolare inferiore Talstation Standseilbahn | 754 m s.l.m.                               |

Die Vesuv-Bahn war eine Bergbahn in der italienischen Region Kampanien, die vom Bahnhof Pugliano in Ercolano auf den Vesuv führte. Die obere Sektion war eine 1880 in Betrieb genommene Standseilbahn, die untere eine 1903 eröffnete meterspurige elektrifizierte Zahnradbahn.

## Geschichte

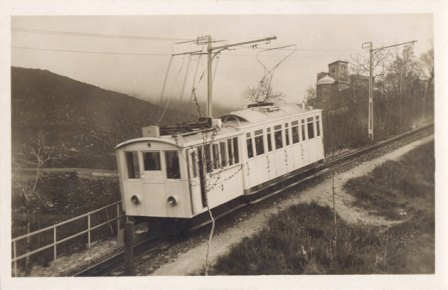
Zahnstangenabschnitt der Vesuv-Bahn

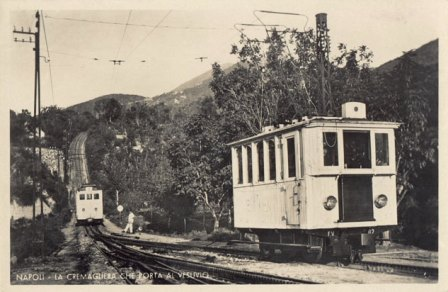
Kreuzungsstelle der Standseilbahn

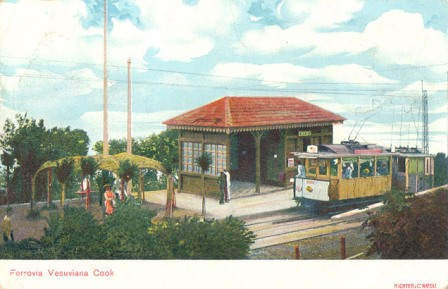
Bahnstation in der Nähe des Vesuvs

1888 übernahm die Firma Thomas Cook die 1880 eröffnete Standseilbahn Funicolare del Vesuvio und ergänze sie mit dem Hotel „Eremo“ und der Zahnradbahn Pugliano–Vesuv. Die untere Sektion mit Zahnstangensystem Strub wurde am 28. September 1903 eingeweiht. Nahe des ehemaligen Talbahnhofs befindet sich die Station Ercolano Scavi der Ferrovia Circumvesuviana, die den Anschluss von und nach Neapel vermittelte.
Die Bahnstrecken wurden beim Ausbruch des Vesuv von 1906 beschädigt. Nach dem verheerenden Ausbruch von 1944 wurde aus Kostengründen der Bau einer Autostraße bis auf 1000 Meter sowie der Ersatz der zerstörten Standseilbahn durch eine Sesselbahn beschlossen. Nach Vollendung beider im Jahre 1955 wurden alle alten Bahnabschnitte endgültig stillgelegt; lediglich am Kraterrand sind noch ein paar Metallreste der Standseilbahn zu sehen. Auch der Betrieb der Sesselbahn wurde 1984 eingestellt, da die Kapazität für den Touristenandrang nicht ausreichte und Querwinde den Betrieb oft verhinderten. Heutzutage erreicht man den Krater nach Ende der Autostraße auf 1017 Metern über einen Fußweg.